# IJplein (plein)

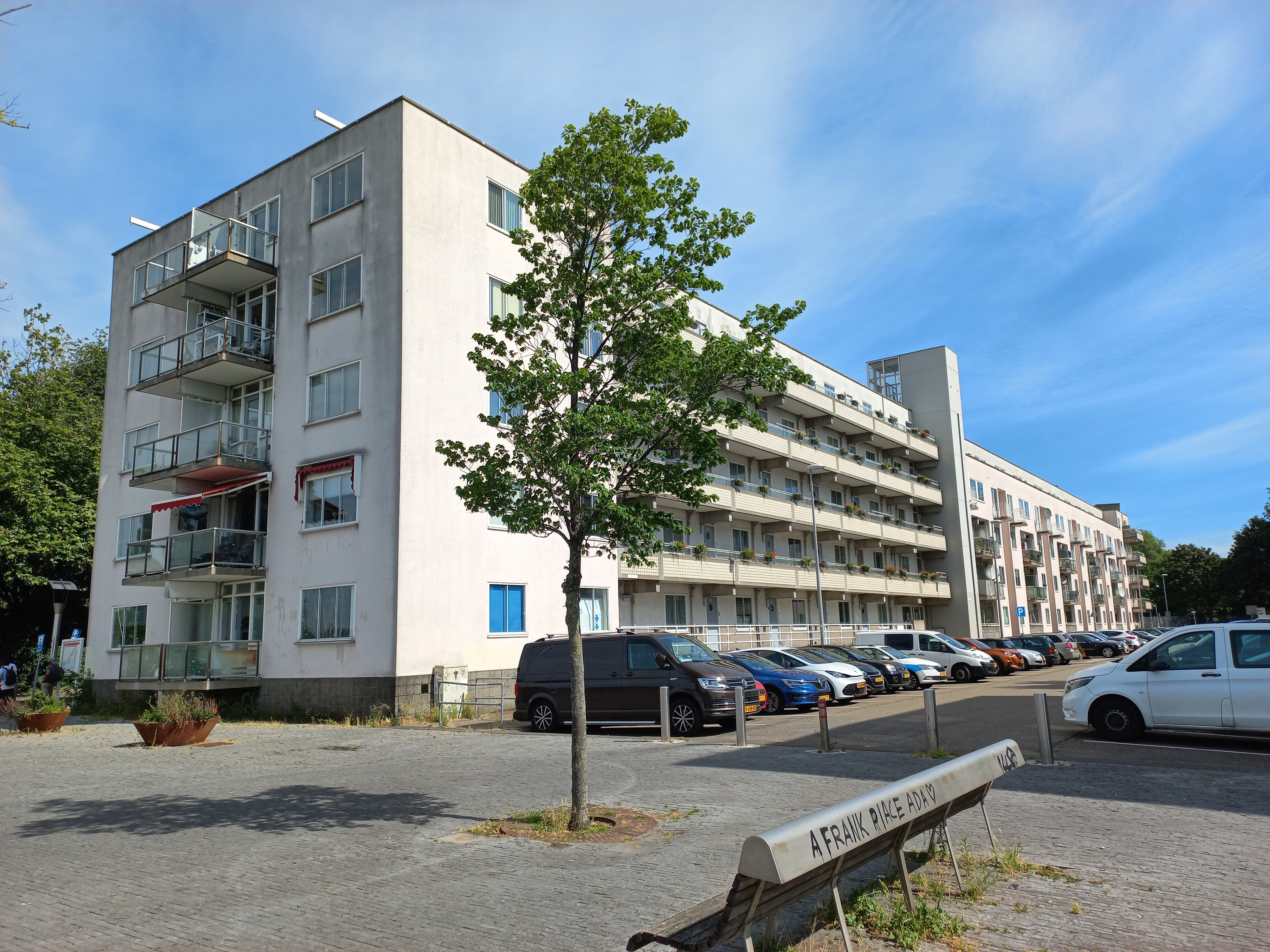
Lange flat (juli 2022)

IJplein is een plein in de buurt IJplein, officieel IJplein en omstreken, in Amsterdam-Noord.

## Geschiedenis
Van 13 december 1889 tot 30 september 1956 bevond zich aan het IJ tussen de Adelaarsweg, Meeuwenlaan en Valkenweg, die toen nog tot het IJ doorliep, het NZH Tramstation dat met een veerboot was verbonden met het Noord-Zuid Hollandsch Koffiehuis, het Trambootstation, bij het Centraal Station. Het tramstation, en daarmee ook de Tramlijn Amsterdam - Volendam, moest wijken voor de aanleg van de IJtunnel en werd volledig afgebroken. 0p de plek van het tramstation was een fuik voorzien voor het Valkenwegveer die op 6 augustus 1961 in gebruik werd genomen door vanaf dan het Adelaarswegveer. Aan de Adelaarsweg was het busstation van de NACO dat daar tot begin jaren zeventig stond. De sluiting van het tramstation was voorbarig daar de tunnelbouw door de bestedingsbeperkingen in de jaren '50 werd stilgelegd en pas begin jaren '60 van start ging.
De terreinen waarop het “plein” is aangelegd behoorden tot in de jaren zeventig van de 20e eeuw tot het havengebied van Amsterdam met vooral de benodigde fabrieken. Toen deze bedrijvigheid noodgedwongen werd verplaatst naar het Westelijk Havengebied kwam er enkele jaren een braakliggend terrein voor in de plaats, dat door buurtbewoners aangeduid werd met IJplein. Gemeente Amsterdam zag hier een mogelijkheid tot bebouwing, stadsverdichting. Onder aanvoering van wethouders Michael van der Vlis en Jan Schaefer kwam er een nieuwe woonwijk naar inrichting van stedenbouwkundigen Rem Koolhaas en Jan Voorberg. Zij kwam met diverse voorstellen en overlegde die met de buurtbewoners. Voor het IJplein werd uiteindelijk niet gekozen voor een plein, maar voor drie parallel lopende straten met groenstroken ertussen. De Adelaarsweg en Valkenweg werden hierbij ingekort tot de Meeuwenlaan. De naam bleef IJplein, toen de ruimte op 15 maart 1983 haar definitieve naam kreeg. De gemeente geeft aan dat het een voorbeeld is van onjuiste naamgeving, uitgaande van de definitie dat een plein een door bouwwerken omringde open ruimte is in die bebouwing. Door de wijze van inrichting kwam er wel een open ruimte maar slechts aan twee zijden afgeschermd; het staat daarom ook wel bekend als doorwaairuimte. Het gedeelte bij de aanlegsteiger van het IJveer heet Pontplein.     
Dwars op de bebouwing loopt het Hollandia Kattenburgpad, vernoemd naar Hollandia-Kattenburg een van de vertrokken fabrieken alhier.

## Gebouwen
Het IJplein bestaat uit drie stroken bebouwing in de driehoek Meeuwenlaan (die om het plein krult), het IJ en de Gedempte Insteekhaven. De bebouwing van de stroken is zo gedaan, dat iedere bewoner min of meer uitzicht heeft op het IJ, daar waar ook eerste gekeken werd naar meanderende flats. De huisnummering loopt op van 3 tot en met 628, al houdt de oneven nummering op bij 331, verdeeld over lange laagbouwflats ontworpen door Architectengroep 69 en torenflats van Hein van der Meer. De hoogte werd laag gehouden zodat bespaard kon worden op technische voorzieningen als liften.)  De torenflats werden ook wel aangeduid als “urban villas” (stadsvilla's). Het geheel bestond in opzet uit 1375 woningen binnen de sociale woningbouw. De opzet werd bemoeilijkt door de IJ-tunnel die onder de groenstroken van het plein doorloopt, maar waar niets van de zien is. Een andere moeilijkheid was die gedempte insteekhaven, deze is na oplevering een markering bestaande uit plantsoen en sloot; een  “natuurlijke scheidslijn” binnen de bebouwing.
De bebouwing werd in eerste instantie geprezen; het kreeg de Amsterdamse Woningbouwprijs 1984, in later jaren kwamen er wel kritische kanttekeningen. De pasteltinten gingen snel verloren door het Nederlandse klimaat en architectuurcriticus Jaap Huisman vond de bebouwing opvallend laag, zeker ten opzichte van de hoge bebouwing aan de overzijde van het Noordhollandsch Kanaal vanaf 2010. De groenstroken bleken uitnodigend te werken op hangjeugd en vandalen. Bovendien waait het er bijna altijd door de positionering van de blokken.
Door de stadsontwikkeling binnen Amsterdam-Noord, zoals bijvoorbeeld de komst van de metrolijn 52 (NoordZuidlijn), de mogelijkheid van de komst van metrostation Sixhaven en eerdergenoemde nieuwbouw  kwam de inrichting van dit deel van IJplein onder druk te staan; er moesten betere verbindingen komen (zie brug 2470). Er werd een onderzoek door Erfgoedvereniging Heemschut op gang gebracht; dat had tot resultaat dat het overgrote deel van de buurt IJburg tot beschermd stadsgezicht werd verklaard; hetgeen weer leidde tot verplaatsing van de brug.

## Kunst
Een apart gebouwtje uit 1983 is IJplein 3, een gemeenschapshuis ook wel jongerenproductiehuis; het is gebouwd in de vorm van een driehoek. Het gebouw is rondom voorzien van muurschilderingen met centraal thema muziek, in het gebouw zijn twee geluidsstudio's gevestigd (Jongerencentrum De Valk) . De kunstenaar is onbekend. Op een ander veld zijn twee muurschilderingen te zien van Stonie; ze zijn geplaatst op een bijgebouw van OBS IJplein; ze beelden een puzzel en Sail uit. Andere uitingen van kunst in de openbare ruimte zijn:
- Gedenksteen voor de architect Jan Voorberg
- De muur van Alfred Eikelenboom
- Monument Hollandia Kattenburg met een reliëf van Cephas Stauthamer
- Stelconplaten van Erna Nijman

Tussen de woningen is een speelplaats aangelegd; hierop staan enkele speeltoestellen, geïnspireerd op werk van Aldo van Eyck.

## Openbaar vervoer
- Het IJpleinveer (lijn F2), oorspronkelijk Adelaarswegveer of Valkenwegveer genoemd, naar de Meeuwenlaan (IJplein) vaart elke 6 minuten en in de avonduren en weekeinde elke 12 minuten naar het Centraal Station.[5]

- Tijdens werkzaamheden waarbij de IJtunnel was afgesloten in onder meer de zomer van 2016 werden de buslijnen 32 en 33 verlegd naar het IJplein met aansluiting op het IJpleinveer. Door de krap bemeten woonstraten en bochten hadden de gelede bussen moeite met keren en dit werd met behulp van verkeersregelaars opgelost.

## Afbeeldingen

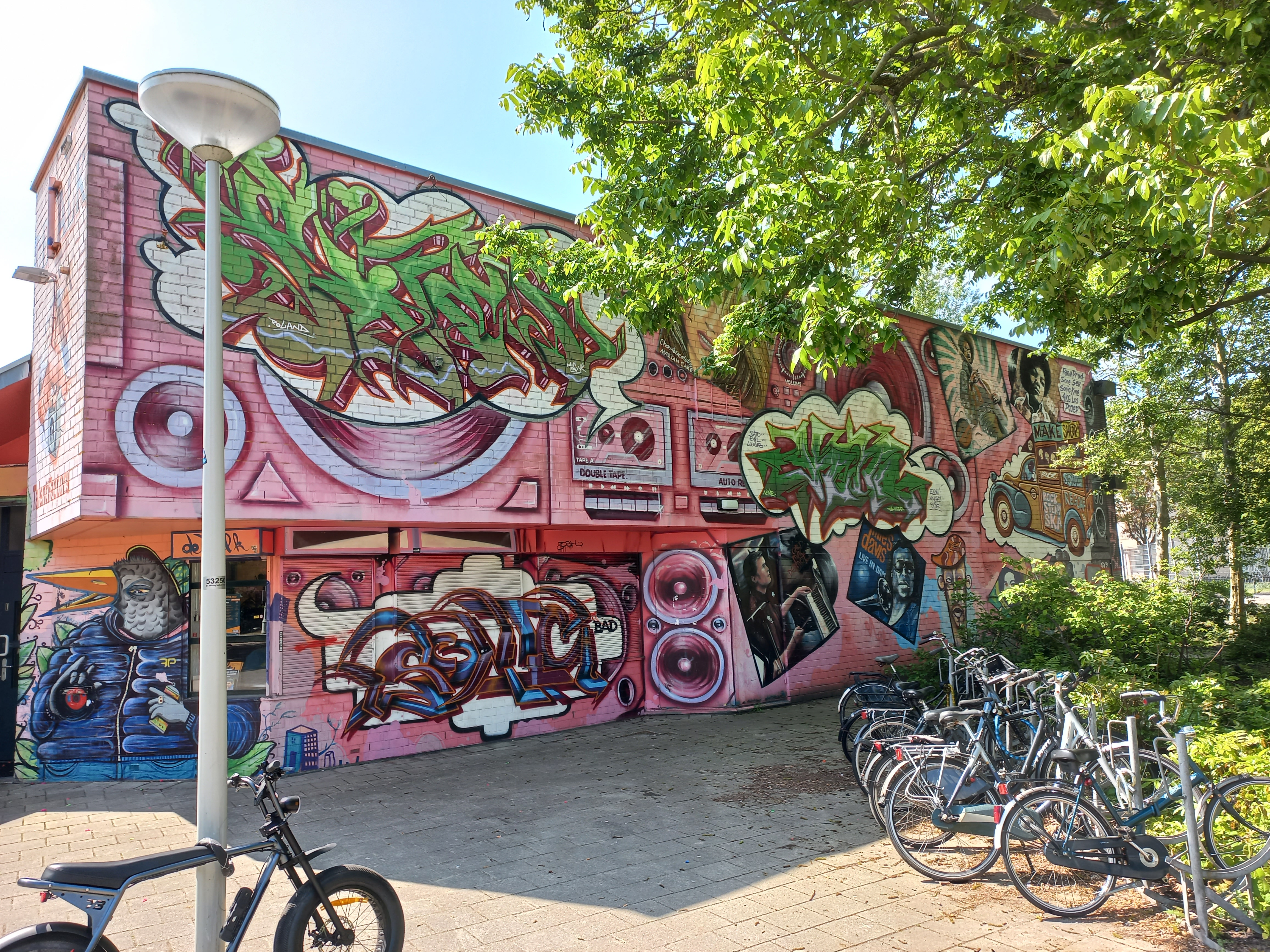
IJplein 3 langs de Meeuwenlaan (mei 2022)
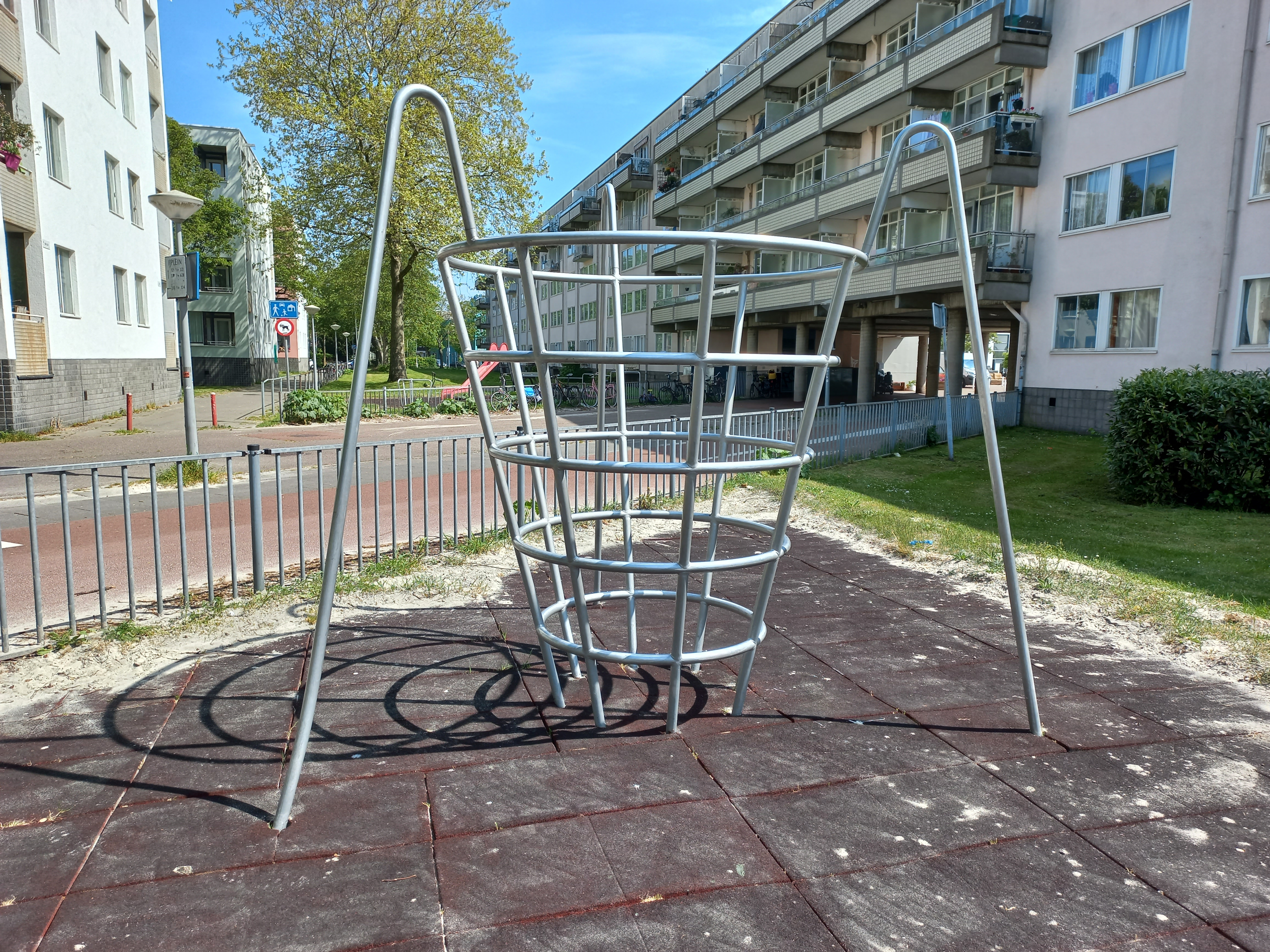
Speeltoestel naar model van Van Eyck (originelen hadden nooit steunen, mei 2022)
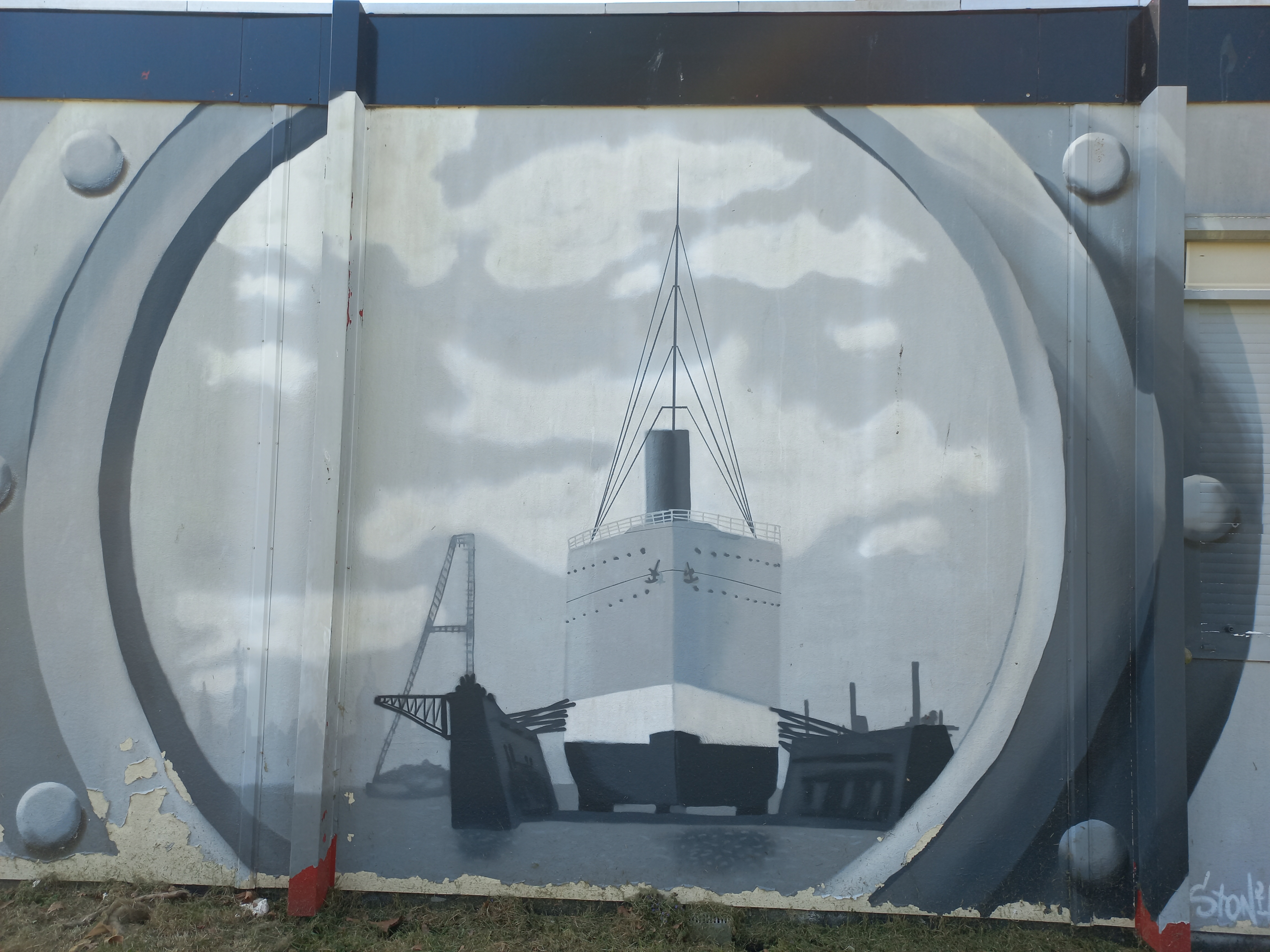
Mural zuidkant van IJplein geeft geschiedenis (mei 2022)